# Buslijn 565 (Leens-Houwerzijl)
Lijn 565 is een buurtbus in de concessie Groningen Drenthe die van Houwerzijl via Zuurdijk, Warfhuizen en Wehe-den Hoorn naar Leens rijdt.

## Geschiedenis
Lijn 565 is begonnen als Marnedienst lijn 5 en had de route Zoutkamp - Niekerk - Houwerzijl - Zuurdijk - Warfhuizen - Schouwerzijl - Winsum - Groningen. In Groningen werd eerst via de Bedumerweg naar het busstation van de Marnedienst in de Nieuwe Ebbingestraat gereden, en vanaf 1954 toen het busstation verplaatst werd naar de kop van de Bedumerweg. Rond 1950 is deze lijn omgenummerd naar lijn 6 en vlak voor dat de lijn overging naar de GADO omgenummerd naar 66. Rond 1970 werd de dienstregeling van lijn 66 flink gewijzigd: het lijnnummer werd gewijzigd in 36 en na Schouwerzijl werd er niet meer via Winsum, maar via Roodehaan, Saaksum, Ezinge, Feerwerd, Garnwerd en Oostum naar Groningen gereden. Halverwege de jaren 80 werd de route weer gewijzigd, er werd in vervolgd na Zuurdijk via Leens, Wehe Den Hoorn en Warfhuizen naar Oldehove gereden. In Oldehove werd een paar keer per dag doorgereden op lijn 35 naar Groningen. Wanneer er niet werd doorgereden was er een aansluiting op lijn 35. Een aantal ritten richting Zoutkamp reden via Ulrum. De hele route werd 7 à 8 keer per dag gereden, daarnaast reden er nog een paar ritten slechts een gedeelte van de route.
In de jaren 90 werd de route doorgetrokken van Oldehove via Niehove en Noordhorn naar Zuidhorn. In mei 2000 werd lijn 36 omgezet in lijntaxi 236 en werd er alleen nog maar op reservering gereden. In de eerste jaren van deze eeuw werd lijn 36 drastisch gewijzigd. Het deel tussen Leens en Zuidhorn werd helemaal opgeheven, waardoor onder andere Warfhuizen zijn busverbinding verloor. Het aantal ritten werd flink terug gebracht, maar er hoefde niet meer van tevoren gereserveerd te worden.
Begin 2006 zocht Arriva een alternatief voor de verliesgevende exploitatie van lijn 36. Er werd een buurtbusvereniging opgericht om te voorkomen dat de dorpen aan de route zonder openbaar vervoer kwamen te zitten. Vanaf 30 oktober 2006 begon buurtbus 99 met rijden. Sinds 7 januari 2008 rijdt de flexbus, zoals de buurtbus ook wel wordt genoemd, op de route Zoutkamp - Niekerk - Houwerzijl - Zuurdijk - Warfhuizen - Wehe den Hoorn - Leens. Per 14 december 2014 werd het lijnnummer gewijzigd in 565 om de nummering in lijn te brengen met de nummering in Overijssel en Gelderland.
Per 15 december 2019 werd de route aangepast. De lijn werd ingekort tot Houwerzijl en reed voortaan niet meer naar Zoutkamp. Daarnaast werd de route tussen Wehe den Hoorn en Leens omgelegd via Kloosterburen om het vervallen routedeel van lijn 68 over te nemen. Verder werd het eindpunt De Nije Nering in Leens hernoemd naar Centrum.

## Dienstuitvoering
Lijn 565 wordt gereden door vrijwilligers van stichting Flexbus de Marne. Het busje is geleverd door taxibedrijf UVO uit Uithuizermeeden en is bestickerd met de namen van de sponsoren. Lijn 565 rijdt globaal een keer per uur, waarbij in Wehe den Hoorn 's ochtends wordt aangesloten op lijn 65 naar Groningen en 's middags op lijn 65 uit Groningen. 